# Chamaeleo tempeli
Chamaeleo tempeli är en ödleart som beskrevs av  Gustav Tornier 1900. Chamaeleo tempeli ingår i släktet Chamaeleo och familjen kameleonter. Inga underarter finns listade i Catalogue of Life.